# Flavio Lucio Dextro
Numio Emiliano Dextro, (fl. 380–395), frecuentemente citado erróneamente como Flavio Lucius Dextro (o Dexter) fue un magistrado y escritor romano de finales del siglo IV, de religión cristiana, hijo del obispo san Paciano de Barcelona, amigo de san Jerónimo.

## Biografía

### Cursus honorum
Numio Dexter era de origen hispano, al igual que el emperador Teodosio, con quien tuvo una relación cercana. Fue procónsul de Asia entre 379 y 387, y de ese período data una estatua que mandó erigir en Éfeso, para honrar a Teodosio el Viejo, padre del emperador. En 387 fue nombrado comes rerum privatarum de Oriente. Tras la muerte de Teodosio (17 de enero de 395), sirvió como prefecto del Pretorio de Italia, bajo Honorio, del 18 de marzo al 1 de noviembre de 395.Tras dejar el cargo, se erigió una estatua en su honor en Barcelona, su ciudad de origen. Murió en la primera mitad del siglo V.

## Obra
Jerónimo relata que Dexter fue el amigo que le solicitó componer un resumen de los autores cristianos más importantes, similar al que Suetonio había escrito con relación a los escritores paganos, de ese pedido surgió De viris illustribus.  En esa misma obra, Jerónimo dedicó un capítulo a Dexter, por el cual se conoce que fue hijo de Paciano y autor de la mencionada Omnimoda Historia. 
Esta historia, o recopilación, se ha perdido, pero por la manera de referirse a ella de Jerónimo, se la supone una continuación o traducción de la Crónica de Eusebio.

## Falsificación
A finales del siglo XVI, el jesuita español Jerónimo Román de la Higuera (1538 - 1611) afirmó haber obtenido varias crónicas antiguas y medievales inéditas, entre ellas el Chronicon omnimodæ historiæ, escrito por Flavius Lucius Dexter, como él mismo lo nombraba, en el cual se contenían hechos desde el año 752 a 1183 AUC (1 a. C. a 430), precedido de una epístola dedicatoria a Pablo Orosio. Según su relato, el manuscrito se encontraba en la abadía de Fulda, famosa por su nutrida bilbioteca, donde él mismo lo había encontrado siguiendo informaciones de un cofrade. 
La primera edición del Cronicón tuvo lugar en Zaragoza en 1619, tras la muerte del jesuita y, en 1624, cuando ya se expresaban grandes dudas sobre la autenticidad del texto, Tomás Tamajo Vargas, historiógrafo oficial del Rey, publicó una obra basada enteramente en él, donde reivindicaba su procedencia antigua. Una nueva edición apareció en Lyon (1627) donde se añadía un “continuador”: Máximo de Zaragoza. Hubo otra edición en Madrid en 1640.
La Crónica se presenta como un relato de los primeros siglos del cristianismo, año tras año, centrada en España, con interesantes comentarios sobre los primeros, y ficticios, monarcas hispanos.
El verdadero autor del texto fue el supuesto descubridor, quien redactó un centón de textos antiguos y modernos, entre ellos Marco Máximo, Liutprando de Cremona, Aulo Halo y Heleca. Las noticias hagiográficas propaladas en estos cronicones halagaban el patriotismo español y la credulidad popular, por eso muchos las divulgaron con entusiasmo, entre ellos Francisco Bivar (m. 1636) y Tomás Tamayo de Vargas (m. 1641); algunos incluso las aumentaron con nuevos presuntos hallazgos, como Antonio Lupián Zapata, José Pellicer de Ossau, autor de un Cronicón de Don Servando, aunque luego se desdijese y retirase su apoyo a los cronicones de Higuera, Lorenzo Ramírez de Prado y, sobre todo Juan Tamayo de Salazar (m. 1662).
No faltó una tenaz oposición por eruditos como Juan Bautista Pérez (m. 1597), Nicolás Antonio (m. 1684) y Gaspar Ibáñez de Segovia (m. 1708). Pedro Fernández del Pulgar, en su Historia Secular y Eclesiástica de la ciudad de Palencia (1679), hace una dura crítica tanto a los falsos cronicones de Dextro y Hauberto como a Fray Gregorio de Argaiz, quien en su Población Eclesiástica de España daba pábulo a lo relatado en ambos cronicones. 